# Marius Maximus
Lucius Marius Maximus Perpetuus Aurelianus (* um 165; † um 230) war ein römischer Senator und Verfasser historischer Biographien.

## Leben
Marius Maximus entstammte einer senatorischen Familie, wahrscheinlich aus der römischen Provinz Africa. Sein Vater war Lucius Marius Perpetuus, kaiserlicher Prokurator von Gallia Lugdunensis und Gallia Aquitania. Seine militärische Laufbahn begann er gemäß seiner Laufbahninschrift als tribunus laticlavius in den Legionen III Italica und XXII Primigenia. 193 war Maximus Legionslegat der Legio I Italica in der Provinz Moesia inferior (Niedermösien). Zu dieser Zeit schloss er sich Septimius Severus an, der sich schließlich im Kampf um die Macht im Imperium durchsetzen konnte (Zweites Vierkaiserjahr). Severus setzte ihn im Bürgerkrieg in verschiedenen militärischen Kommandos ein (so vor Byzantium gegen Pescennius Niger und bei Lugdunum gegen Clodius Albinus). Danach war er prätorischer Statthalter der Provinz Belgica.
198 oder 199 bekleidete Marius Maximus einen Suffektkonsulat. Daran schlossen sich konsularische Legaturen in den Provinzen Germania inferior und Syria Coele an (bezeugt für 208); für die letztgenannte Station gibt es diverse Belege in Papyri aus Dura Europos. Anschließend folgten Prokonsulate in den Provinzen Africa (213–214 oder 216–217) und für zwei Jahre in Asia (während der Herrschaft des Caracalla). 217 wurde er von Macrinus zum praefectus urbi ernannt und bekleidete 223 den ordentlichen Konsulat als cos. iterum. Ähnlich wie sein Zeitgenosse Cassius Dio gehörte er damit zur obersten Führungsschicht des Römischen Reiches. Wann er starb, ist unbekannt. Sein Sohn war Lucius Marius Maximus, der im Jahr 232 Konsul wurde.

## Die Kaiserbiographien des Marius Maximus
In der Forschung wird der Konsular Marius Maximus seit langer Zeit in der Regel mit einem gleichnamigen Verfasser von Kaiserbiographien gleichgesetzt. Dieser Marius Maximus verfasste in Anschluss an Sueton zwölf lateinische Kaiserbiographien von Nerva bis Elagabal, wobei in der Forschung die genaue Anzahl der Biographien und der behandelten Kaiser umstritten ist, da das Werk verloren ist. Maximus orientierte sich offensichtlich an Suetons Stil, verfuhr aber wohl wesentlich weitschweifiger als dieser und verarbeitete in seinem Werk vermutlich noch stärker Anekdoten und Klatschgeschichten. Den Kaiserbiographien waren vielleicht authentische Aktenstücke als Anhang beigefügt, wohl sogar in voller Länge und nicht paraphrasiert, was allerdings, wenn es zutrifft, der antiken historiographischen Tradition völlig widersprach. Die Weitschweifigkeit der Darstellung war auch der Grund dafür, dass die Biographie des Mark Aurel offenbar zwei, die des Septimius Severus sogar drei antike Bücher umfasste. Erhalten sind jedoch nur wenige Fragmente.
Die Biographien dienten dem anonymen Autor der Historia Augusta als Quelle, der sich mehrmals explizit auf Marius Maximus beruft. Da dieser außerdem bei Ammianus Marcellinus und in spätantiken Scholien zu Juvenal erwähnt wird, gilt seine Existenz im Gegensatz zu anderen angeblichen Gewährsmännern der Historia Augusta als gesichert.
Das Werk erfreute sich bis in die Spätantike recht großer Popularität, wobei sich der Historiker Ammianus Marcellinus in seinem gegen Ende des 4. Jahrhunderts verfassten Geschichtswerk aber eher abschätzig über die Kaiserbiographien und deren Leser, die Senatoren Roms, äußerte: „Gelehrsamkeit scheuen einige wie das Gift, sind aber aufmerksame und eifrige Leser des Juvenal und des Marius Maximus, während sie in ihrer bodenlosen Trägheit andere Bücher als diese nicht anrühren.“
Die frühen Biographien (bis Caracalla) in der sehr umstrittenen Historia Augusta enthalten nach allgemeiner Ansicht der Forschung weitaus mehr historisch verwertbares Material als die späteren. Dies wird zumeist auf die Verwendung der Kaiserbiographien des Marius Maximus zurückgeführt. Allerdings ist unklar, ob sich jede Nennung des Marius Maximus in der Historia Augusta tatsächlich auf Quellenmaterial aus dessen Kaiserbiographien bezieht. Manche Althistoriker, allen voran Ronald Syme, haben einen anderen Autor als „gute Quelle“ für die frühen Kaiserbiographien in der Historia Augusta vermutet. Dieser unbekannte Autor (Ignotus) habe eine Sammlung von Kaiserbiographien verfasst, die bis Caracalla reichte. Der anonyme Autor der Historia Augusta habe aus diesem Werk zuverlässiges Material entnommen und die anekdotenreiche Darstellung des Marius Maximus nur benutzt, um seine Schilderung mit pikanten Details zu würzen. Dieser Ansicht Symes, der sich unter anderem Herbert W. Benario und Timothy D. Barnes angeschlossen haben, widersprechen jedoch auch zahlreiche Gelehrte, so unter anderem Jörg A. Schlumberger und Anthony R. Birley.
Mehrere Forscher vermuten zudem, dass der anonyme Verfasser der sogenannten Enmannschen Kaisergeschichte die Biographien des Marius Maximus herangezogen habe; auch diese Ansicht ist umstritten.
Die Fragmente sind gesammelt in The Fragments of the Roman Historians (Nr. 101).